# Láčkovka soudečková
Láčkovka soudečková (Nepenthes ampullaria, latinsky: ampulla = láhev), je výrazný a snadno poznatelný druh láčkovky, vyskytující se na Borneu, Molukách, Nové Guineji, poloostrovní části Malajsie, Singapuru, Sumatře a v Thajsku.
Tento druh láčkovky se malinko odklonil od "masožravosti". Láčky se přizpůsobily k zachytávání a rozkládání detritu, hlavně padajícího listí.

## Stanoviště
Láčkovka soudečkovitá roste nejčastěji ve vlhkých, stinných lesích, na půdách chudých na živiny. Na Borneu roste v lesích Kerangas, což jsou lesy na kyselých písčitých půdách s nízkým obsahem fosforu. Dále roste v bažinatých lesích, kde je půda pokryta tenkou vrstvou rašeliny, tvořené nedokonale rozloženým spadaným listím. Vyskytují se v nadmořské výšce od 0 do 2100 m n. m. Na Sumatře a poloostrovní Malajsii se vyskytuje do nadm. výšky 1100 m převážně ve vlhkých lesích, kde jsou půdy extrémně chudé na živiny. Občas rostou také na okrajích rýžových polí.
Na Nové Guineji roste nejčastěji v araukáriových lesích a také v sekundárních lesích, které vznikají na území původního lesa, zasaženého např. požárem, větry či sesuvy. Byly zaznamenány také výskyty na podmáčených travnatých územích.

## Popis

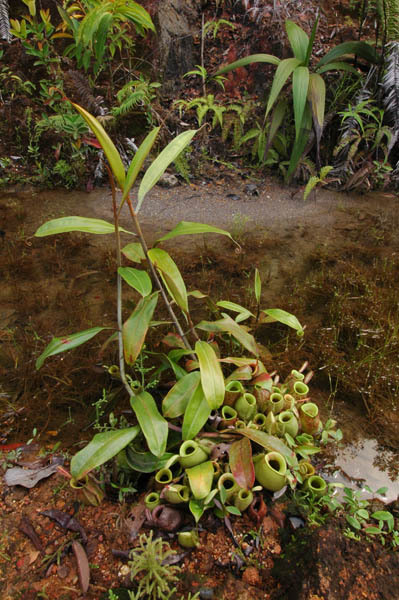
N. ampullaria s vystoupavými stonky a pastmi na růžicových listech.

Díky zvláštní morfologii pastí a specifickému vzrůstu si tuto láčkovku nespletete s jiným druhem tohoto rodu.
N. ampullaria je stálezelená liána. Stonek N. ampullaria se může vyšplhat až do 15m výšky. Listy jsou světle zelené, až 25 cm dlouhé a až 6 cm široké. Pasti se vytvářejí na úponkách na konci listu.
Láčky, většinou relativně malé, maximálně cca 10 cm vysoké a cca 7 cm v průměru, jsou soudečkovitého/džbánkovitého tvaru. Víčko je velmi úzké a je odklopeno dozadu. Obústí pasti je široké a vpadlé směrem dovnitř. Na listech, rostoucích na vystoupavém stonku, se pasti tvoří velmi zřídka. Bývají také menší než pasti na růžicových listech. Zbarvení láček se pohybuje od světle zelené až po tmavě červenou, existuje mnoho forem s žíhanými pastmi či různě zbarveným obústím. Na Sumatře a poloostrovní Malajsii se nejčastěji vyskytuje forma se světle zelenými pastmi nebo zelená, žíhaná červenými skvrnami. Rostliny s celočervenými pastmi můžeme najít na Borneu. Jedinci N. ampullaria s největšími pastmi byli zaznamenáni na Nové Guineji.
Květenstvím N. ampullaria je řídká lata. Je to jediná láčkovka Sumatry a poloostrovní Malajsie, tvořící latnaté květenství. U drtivé většiny láčkovek je květenství hroznovité.

## Masožravost

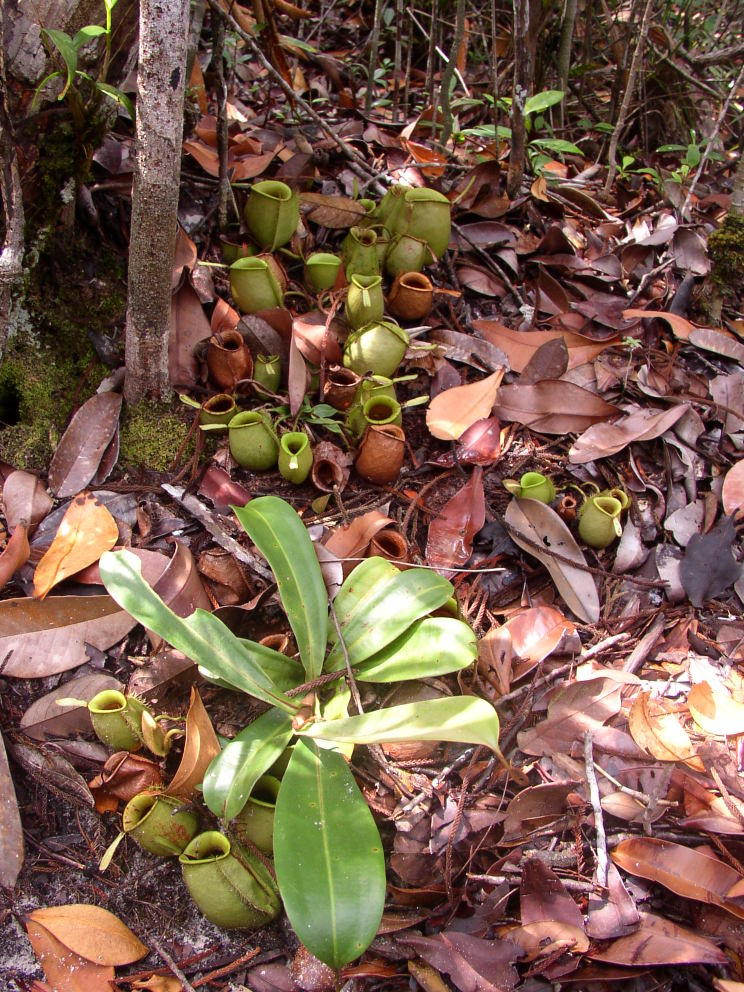
N. ampullaria je skvěle adaptována na zachytávání listového opadu.

Nepenthes ampullaria se odklonila od masožravosti, většinu živin získává "trávením" spadané listové hmoty. Je tedy převážně saprofágní. Víčko pasti je velmi malé a odklopené, což umožňuje chytání opadu.
Nektarové žlázy, jež se vyskytují se na spodní straně víčka a lákající kořist, se u N. ampullaria téměř nevytvářejí.
Žlaznatá oblast na vnitřní straně láčky, tvořící trávicí tekutinu, dosahuje až k obústí. Kluzká vosková zóna, zabraňující kořisti uniknout z láčky, je zde redukována.
Láčky tohoto druhu jsou proti mnoha jiným druhům relativně dlouho aktivní.
Několik organismů se dokonce dokázalo přizpůsobit k životu v pastech. Jsou to především larvy moskytů a také některé druhy bakterií. Tyto organismy pomáhají rostlině rozkládat listovou hmotu a dodávat rostlině dusík ve formě amonných iontů.

## Fauna uvnitř láček
Bylo zaznamenáno 59 druhů živočichů, žijících v láčkách N. ampullaria.
Mezi těmito živočichy jsou např. některé nejmenší druhy žab Starého světa, Microhyla nepenthicola nebo pavouk z čeledi běžníkovitých, Misumenops nepenthicola.

## Vnitrodruhové taxony

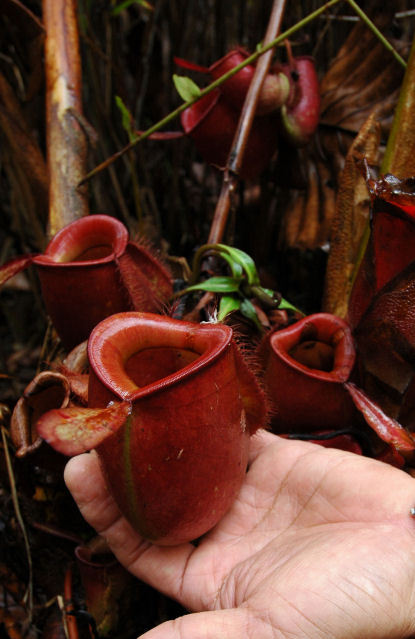
Červená forma N. ampullaria

Nejnověji popsaná varieta, N. ampullaria var. racemosa, se vyskytuje v Sarawaku a má hroznovité květenství.
- N. ampullaria var. geelvinkiana Becc. (1886)
- N. ampullaria var. guttata D.Moore
- N. ampullaria var. longicarpa Becc. (1886)
- N. ampullaria var. microsepala Macfarl. (1911)
- N. ampullaria var. papuana Becc. in sched. nom.nud.
- N. ampullaria var. picta Hort. ex Nichols. (1885)
- N. ampullaria var. racemosa J.H.Adam & Wilcock (1990)
- N. ampullaria var. vittata Hort. ex Beck (1895)
- N. ampullaria var. vittata-major Mast. (1872)

## Přírodní hybridy
N. ampullaria kvete jednou až dvakrát ročně, vždy po několik týdnů. Doba květu se často shoduje s dobou květu druhů, s nimiž tvoří přírodní hybridy. Byli zaznamenáni následující kříženci N. ampullaria:
- N. albomarginata × N. ampullaria
- N. ampullaria × N. bicalcarata
- N. ampullaria × N. eustachya
- N. ampullaria × N. gracilis [=N. × trichocarpa]
- (N. ampullaria × N. gracilis) × N. bicalcarata [=N. × trichocarpa × N. bicalcarata]
- N. ampullaria × N. hirsuta
- N. ampullaria × N. mirabilis [=N. × kuchingensis, Nepenthes cutinensis]
- N. ampullaria × N. neoguineensis
- N. ampullaria × N. rafflesiana [=N. × hookeriana]
- ? (N. ampullaria × N. rafflesiana) × N. mirabilis [=N. × hookeriana × N. mirabilis]
- N. ampullaria × N. reinwardtiana
- N. ampullaria × N. tobaica

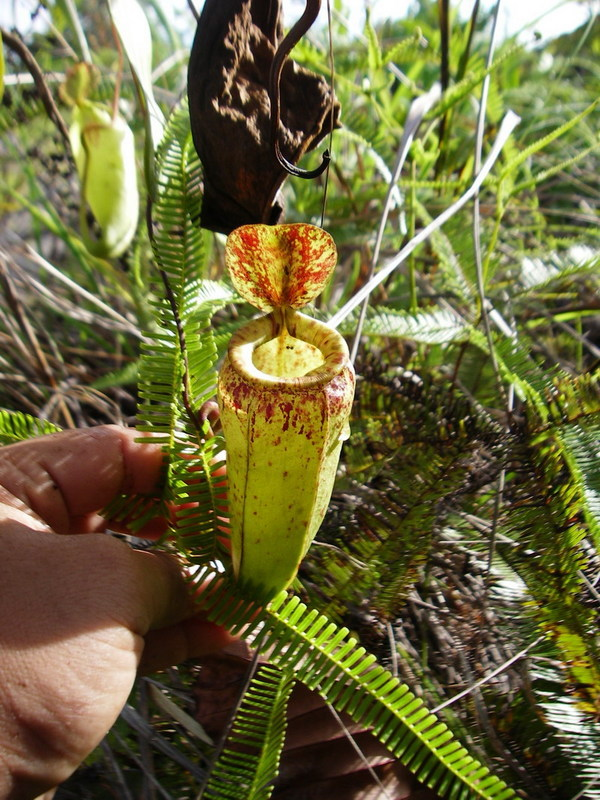
? N. ampullaria × N. eustachya
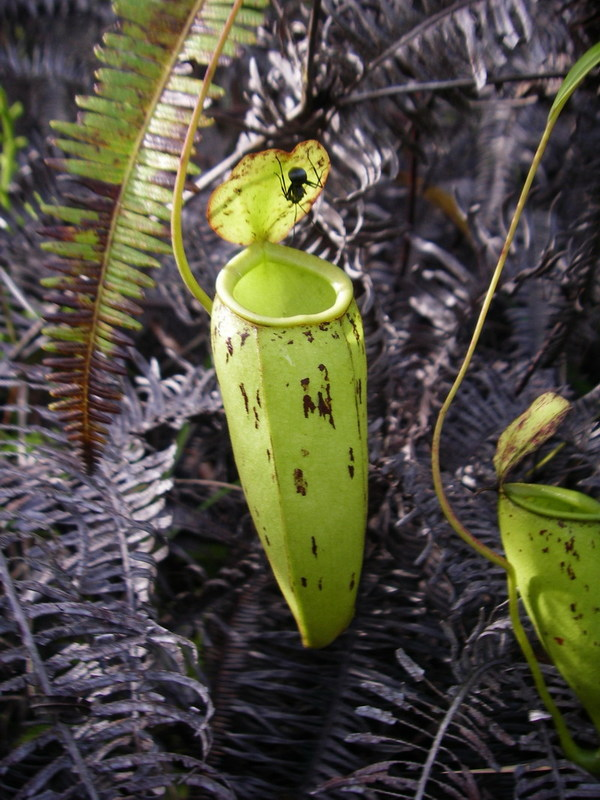
Nepenthes × trichocarpa
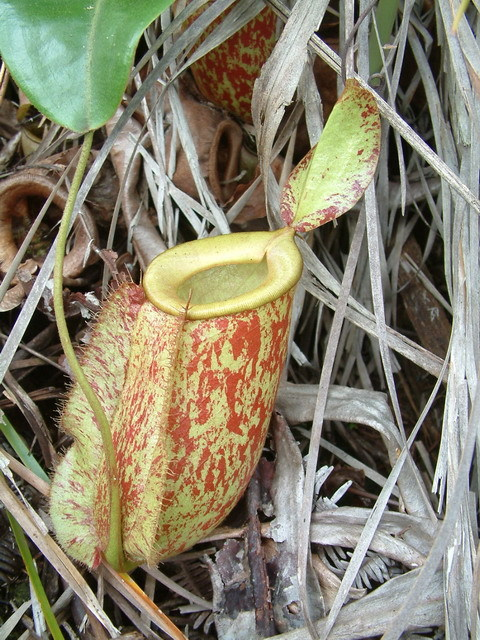
N. ampullaria × N. neoguineensis
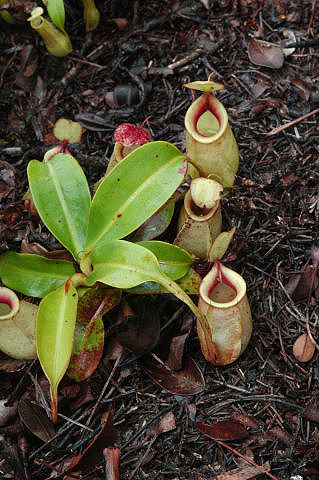
Nepenthes × hookeriana